# Anniella geronimensis
Espèce
Statut de conservation UICN

 EN B1ab(iii) : En danger
Anniella geronimensis est une espèce de sauriens de la famille des Anniellidae.

## Répartition
Cette espèce est endémique de Basse-Californie au Mexique.

## Description
C'est un lézard apode.

## Étymologie
Son nom d'espèce, composé de geronim[o] et du suffixe latin -ensis, « qui vit dans, qui habite », lui a été donné en référence au lieu de sa découverte, l'île San Gerónimo.

## Taxinomie
Cette espèce a été considérée comme synonyme de Anniella pulchra mais reste considérée comme une espèce distincte par les autres auteurs.

## Publication originale
- Shaw, 1940 : A new species of legless lizard from San Geronimo Island, Lower California, Mexico. Transactions of the San Diego Society of Natural History, vol. 9, n. 24, p. 225-228 (texte intégral).